# Акматов Казат Акматович
Казат (Кайнар) Акматович Акматов (кирг. Казат Акматович Акматов; 23 грудня 1941, Бостері, Іссик-Кульський район, Іссик-Кульська область, Киргизька Радянська Соціалістична Республіка — 13 вересня 2015, Киргизстан) — радянський киргизький прозаїк, драматург, сценарист, громадський діяч. Народний письменник Киргизької Республіки.

## Біографія
Народився в сім'ї колгоспника. Після закінчення школи з 1958 працював на конезаводі. З 1964 — на комсомольській роботі: був інструктором Іссик-Кульського райкому, потім завідувачем відділом, а в 1967 році обраний першим секретарем цього райкому комсомолу.
У 1965—1966 — слухач Вищої комсомольської школи при ЦК ВЛКСМ в Москві. В 1967 закінчив відділення журналістики філологічного факультету Киргизького державного університету. Потім служив у лавах Радянської Армії, був кореспондентом армійської газети.
З 1972 працював старшим редактором, заступником головного редактора видавництва «Киргизстан». У 1974 прийнятий в Союз письменників СРСР.
У 1974—1983 працював заступником завідувача відділом КП КиргРСР, в 1983—1986 — старший редактор комітету Держтелерадіо Киргизької РСР. У 1986 р на VIII з'їзді письменників республіки Акматов обраний першим секретарем правління спілки письменників, а на VIII всесоюзному з'їзді письменників — членом правління Спілки письменників СРСР.
Обирався депутатом Верховної Ради СРСР, депутатом Жогорку Кенеш (парламенту) Киргизстану) першого скликання з 1990 по 1994 рр., з 1999 — член Президентської ради, голова Національної комісії з державної мови.
Потім — заступник голови Державної комісії з розвитку державної мови і голова Фонду киргизької мови. Наказом А. Акаєва 16 вересня 2003 відправлений на пенсію.
У 2002 році — член громадської комісії з Конституційної реформи. Заступник голови оргкомітету проведення Всесвітнього курултаю киргизів.
К. Акматов вважається одним з родоначальників киргизької демократії. Перший голова Руху Демократичний Киргизстан, який зіграв важливу роль у приході до влади А. Акаєва.
Помер після хвороби 13 вересня 2015 на 74-му році життя.

## Творчість
Дебютував як прозаїк в 1974, коли вийшла у світ перша збірка його оповідань «Боз улан» («Юнак»).
Автор понад ста прозових творів, театральних постановок, мистецьких та документальних фільмів.

## Вибрані твори
- роман «Мезгіл» (1979) (російською мовою під назвою «Час земний», 1982)
- роман «Мунабія» (1987),
- роман «Роки навколо сонця» (1988),
- оповідання «Ыйык журт» (1981),
- оповідання «Боз улан: аңгемелер жана» (1974),
- Збірки «Священне вогнище»,
- «Аварія»,
- «Күндү айланган жылдар»,
- «Окуялар, адамдар»,
- «Ак жол, көк асман»,
- «Архат»,
- «Ажырашуу»,
- сценарії кінострічок «Жаралуу үчүн өлүм», «Білий табун», «Загибель в ім'я народження» (1988) та інше.

Повість «Два рядка життя», опублікована в «Роман-газеті» в 1978, удостоєна Літературної премії імені Миколи Островського.

## Нагороди і премі
- Пам'ятна золота медаль «Манас-1000»
- Медаль «В ознаменування 100-річчя з дня народження Володимира Ілліча Леніна»,
- Почесні грамоти Верховної Ради Киргизької РСР,
- Літературна премія ім. М. Островського,
- Золота медаль ім. М. Ломоносова Російської Федерації,
- лауреат Міжнародної асоціації «Руханіят».
- Народний письменник Киргизстану